# Elina González Acha de Correa Morales
Elina González Acha de Correa Morales (Chivilcoy, 20 de janeiro de 1861 - Buenos Aires, 13 de agosto de 1942) foi uma geógrafa, educadora, artista e ativista dos direitos das mulheres argentina. Foi uma das primeiras graduadas da Escola Normal argentina. Como pintora e escritora, obteve reconhecimento internacional por suas obras. Foi uma das fundadoras da Sociedade Argentina de Estudos Geográficos (GÆA), sendo sua presidente da fundação até sua morte. Juntamente com seu marido, o renomado escultor Lucio Correa Morales, defendeu as reivindicações de terras dos selk'nam.

## Biografia
Elina González Acha nasceu em 20 de janeiro de 1861 em Chivilcoy, na província de Buenos Aires, Argentina. Neste local, frequentou a Escola das Irmãs Irlandesas, além de estudar francês e desenho em casa. Sua mãe, Cristina Acha, matriculou-a na Escola Nacional Normal de Professores Nº 1 "Presidente Roque Sáenz Peña", em 1875. González formou-se em 1879, tornando-se uma das primeiras graduadas da escola normal argentina, e começou a lecionar. Continuou seus próprios estudos em inglês, francês, alemão, latim e desenho. Em 1887, começou a trabalhar no Museu Público de Buenos Aires e se inscreveu para ingressar no Instituto Geográfico Argentino, em 1888. Já em 1890, começou a lecionar na Escola Normal de Belgrano, mas renunciou para ocupar a cadeira de geografia na Escola Mariano Acosta. Depois que Ernestina López fundou o Liceo Nacional de Señoritas no mesmo ano, González tornou-se a professora de geografia e ciências naturais daquela escola.
Ainda em 1890, casou-se com Lucio Correa Morales,  com quem teve sete filhos. Em sua casa, ela e Lucio recebiam muitos visitantes da elite intelectual, além de delegações de povos indígenas em busca de ajuda para garantir seus direitos ancestrais. Defendiam a educação das mulheres e trabalhavam na defesa das reivindicações de terra dos selk'nam. Em 1900, González ingressou no Conselho Nacional de Mulheres e concluiu duas pinturas a óleo sobre tela, Cabeza e Amalita.
González estudou com Eduardo Ladislao Holmberg, aprendeu a embalsamar pássaros, começou a colecionar insetos e a publicar livros. Sua primeira publicação, Geografía elemental: Libro 1, foi publicada em 1903 e era um livro didático destinado para alunos do ensino primário. Em seguida, publicou Ensayo de Geografía Argentina: Parte Física, em 1904, e dois livros de contos, Isondú e Isopós. Se tornou membra do comitê executivo da Associação de Bibliotecas de Mulheres, uma organização mantida por mulheres com o objetivo de melhorar a leitura. Seu livro de contos Isondú recebeu uma medalha de prata na Exposição Universal de 1904 em St. Louis, Missouri. Nos anos seguintes, González continuou ensinando e participou de várias conferências internacionais, apresentando artigos sobre tópicos geográficos. Também participou junto com várias outras personalidades, como Elisa Bachofen, Julianne Dilenius, Cecilia Grierson e Berta Wernicke, na pressão pela emancipação das mulheres e pela igualdade política. González se aposentou do ensino em 1910.

### Vida posterior
No mesmo ano em que se aposentou, González apresentou um trabalho no XVII Congresso Internacional das Américas, realizado entre a Argentina e o México. O tema de sua apresentação foi a caça indígena e sua relação com a maneira com a qual os povos indígenas se relacionam com o meio ambiente. Alguns meses depois, participou da Primeira Conferência Científica Internacional das Américas, realizada em conjunto com as comemorações do centenário da Argentina. Como parte de um suplemento especial do jornal La Nación, González publicou a Historia de los Conocimientos Geográficos, no qual fez um registro da topografia e dos limites do país. Dos 300 trabalhos apresentados no suplemento, apenas dois foram escritos por mulheres (González e Ernestina A. López). Em 1913, sua carreira artística foi impulsionada quando o Museu Nacional de Belas Artes comprou uma de suas pinturas a óleo, Cabeza. Dois anos depois, a pintura recebeu uma medalha de prata na Exposição Universal de 1915 em São Francisco, Califórnia.
Em 1922, González empenhou-se na criação da Sociedade Argentina de Estudos Geográficos(GÆA), tornando-se presidente da sociedade até sua morte. Foi a primeira correspondente mulher da Sociedade de Geografia de Berlim em 1924 e, nesse mesmo ano, foi nomeada pelo Governo da Argentina para representar o país no Congresso Internacional de Geografia e Etnologia no Cairo, Egito. Dois anos depois, ingressou na Academia Nacional Mexicana de História e Geografia. Em 1927, tornou-se membra da Sociedade Parisiense das Américas e, em 1932, foi convidada a integrar a Sociedade de Mulheres Geógrafas.
Em 1935, publicou, com sua filha Cristina, Amalita: libro de lectura para cuarto grado, uma cartilha para o ensino primário. O livro descrevia as paisagens do país, a história popular e falava sobre fenômenos naturais como o vento e eclipses. González se encontrou com Rosario Vera Peñaloza e a diretoria do GÆA em 1937 para projetar e construir mapas do relevo da Argentina, mostrando todas as províncias. Em 1939, seus livros foram homenageados pelos Estados Unidos. González se esforçou ao longo de sua carreira para destacar a importância de preservar a história geográfica, a nomenclatura e os costumes da Argentina, defendendo a padronização e a catalogação. Em 1941, apresentou uma proposta de projeto de lei para proteger a toponímia nacional.
González morreu em 13 de agosto de 1942, em Buenos Aires. Dois anos depois, quando o GÆA estabeleceu sua nova sede, um retrato seu, pintado por sua filha Lía Correa Morales, foi instalado em sua memória. Em 1962, no 40º aniversário da fundação do GÆA, um memorial foi realizado no Cemitério da Recoleta em sua homenagem. Em 1972, o Ministério da Cultura da Argentina criou um prêmio com seu nome para homenagear o melhor graduado em geografia. Em 1991, uma cadeira com seu nome foi criada pela Academia Nacional de Geografia. González e Ana Palese de Torres foram as duas únicas mulheres a serem homenageadas pela Academia.

## Obras selecionadas
- Correa Morales, Elina G. A.; Carbone, M E (1903). Geografía elemental: Libro 1 (em espanhol). Buenos Aires, Argentina: Cabaut Ed. OCLC 835357570
- Correa Morales, Elina G. A. (1904). Ensayo de Geografía Argentina: Parte Física (em espanhol). Buenos Aires, Argentina: [s.n.]
- Correa Morales, Elina González Acha (1906). Isondú: lecturas variadas para las escuelas comunes (em espanhol). Buenos Aires, Argentina: Cabaut[22]
- Correa Morales, Elina González Acha (1911). Isipós (em espanhol). Buenos Aires, Argentina: Cabaut[22]
- Correa Morales, Elina G.A. (1910). Ensayo de geografía argentina, parte física (em espanhol). Buenos Aires, Argentina: Cabaut y cía. OCLC 21614558
- Correa Morales, Elina González Acha (1911). Isipós tradiciones y cuentos para niños (em espanhol). Buenos Aires, Argentina: Cabaut y cía. OCLC 610579771
- Correa Morales, Elina González Acha (1912). Facultades que han contribuído á desarrollar el ejercicio de la caza entre los primitivos (em espanhol). Buenos Aires, Argentina: Impr. de Coni Hermanos. OCLC 252817206
- Correa Morales, Elina González Acha (1935). Amalita: libro de lectura para cuarto grado (em espanhol). Buenos Aires, Argentina: Talleres J. Peuser[22]